# Luis Valdez
Luis Miguel Valdez (Delano, Califòrnia, 26 de juny de 1940), més conegut com a Luis Valdez, és un director de cinema, dramaturg, guionista, actor i escriptor estatunidenc. Considerat com el pare del teatre chicano als Estats Units, sobretot arran de fundar El Teatro Campesino, Valdez també destaca per haver dirigit les pel·lícules Zoot Suit (1981) i La Bamba (1987). Com a pioner del Moviment xicano, Valdez va estendre en plena dècada de 1960 l'àmbit del teatre i les arts escèniques de la comunitat xicana.

## Biografia

### Primers anys
Valdez va néixer a la ciutat californiana de Delano, de pares pagesos immigrants de Mèxic, Armeda i Francisco Valdez. Així, Luis Valdez va ser el segon de 10 fills en la seva família i va començar a treballar en els camps a l'edat de 6 anys. Un dels seus germans és l'actor Daniel Valdez. Al llarg de la seva infància, tota la família va condicionar la seva vida entre collita i collita al voltant de les valls centrals de Califòrnia. A causa d'aquesta existència peripatètica, va estudiar en moltes escoles diferents abans que la família finalment s'establís a San José, Califòrnia.

### Educació
Valdez va començar a anar a escola a Stratford, Califòrnia. Es va interessar en el teatre des del primer grau. Durant la primària, Valdez va organitzar obres a l'escola i espectacles de marionetes en el seu garatge, els quals recorda que eren sobre contes de fades. A l'institut, Valdez va formar part del departament de Discurs i Drama i va actuar en diverses obres. Valdez es va graduar de l'escola secundària James Lick a San José i després va assistir a la Universitat Estatal de San José (SJSU)amb una beca per a Matemàtiques i Física. Durant el seu segon any d'universitat, va canviar d'especialitat per a cursar una llicenciatura d'Inglés. Mentre estudiava en la universitat, Valdez va guanyar en 1961 un concurs de dramatúrgia amb la seva obra d'un únic acte The Theft. Dos anys després, la primera obra de teatre de Valdez, The Shrunken Head of Pancho Vila, va ser produïda pel departament de Drama i es va estrenar en la pròpia SJSU.

### Inici de la seva carrera: El Teatro Campesino
Després de graduar-se, Valdez va passar els següents mesos amb la companyia San Francisco Mime Troupe, on va ser introduït al teatre de propagandes esquerranes sota l'influx de la agitprop i de la commedia dell'arte. Aquestes dues tècniques van tenir una gran rellevància en l'estructura bàsica que Valdez va desenvolupar en el teatre xicano mitjançant la presentació d'un sol acte.
En 1965, Valdez va tornar a Delano i es va unir a la lluita dirigida per César Chávez per a organitzar un extens sindicat de pagesos a l'empara de la National Farm Workers Association (NFWA). Valdez va unir així a pagesos i estudiants per a formar El Teatro Campesino, una companyia ideada per als membres de l'organització sindical United Farm Workers (UFW). El teatre va ser conegut pels seus gires en els campaments de migrants amb les seves presentacions d'un sol acte, les quals usualment duraven uns 15 minuts. Les obres van ser usades per a informar i educar no sols als pagesos, sinó també al públic en general.
Valdez creia que l'humor era el major avantatge de les seves obres, ja que era un mode d'aixecar l'ànim dels vaguistes. El comentari social i polític s'entrellaçava amb l'humor per a complir les metes del Teatro Campesino. Les obres originals del Teatro Campesino van ser basades en les experiències dels treballadors del camp, però en 1967 els temes es van ampliar per a incloure altres aspectes de la cultura xicana; per exemple Los vendidos (1967) tracta dels estereotips xicanos. Encara que Valdez va deixar la UFW en 1967, el seu llegat ha sobreviscut amb obres com No saco nada de la escuela (1969). Gràcies en gran part a Valdez i El Teatro Campesino, en els anys 70 va haver-hi una explosió de teatre xicano. Grups temàtics van sorgir amb extraordinària rapidesa en les universitats i comunitats per tot els Estats Units. El que va començar com un teatre de treballadors pagesos en els campaments de migrants es va convertir en una riuada del Moviment xicano.

## Filmografia
Direcció
- The Cisco Kid (1994), llargmetratge.
- La pastorela (1991), episodi de Grandes Actuaciones (1971–Act.).
- Fort Figueroa (1988), episodi de CBS Summer Playhouse (1987–1989).
- Corridos! Tales of Passion and Revolution (1987), llargmetratge.
- La Bamba (1987), llargmetratge.[9]
- Zoot Suit (1981), llargmetratge.[10]
- El corrido: Ballad of a Farmworker (1976), llargmetratge.
- El Corrido (1976), episodi de Visions (1976–1980).
- I Am Joaquin (1969), curtmetratge documental.

Actuació
- Coco (2017) – Tío Berto / Don Hidalgo (veu).[11]
- Cruz Reynoso: Sowing the Seeds of Justice (2010) – Narrador (veu).
- Ballad of a Soldier (2000) – Pare.
- The Cisco Kid (1994) – Presidente Benito Juárez.
- Los mineros (1991) – Narrador (veu).
- Crossing Borders: The Journey of Carlos Fuentes (1989) – Narrador (veu).
- Which Way Is Up? (1977) – Ramón Juárez.
- El Corrido (1976), episodi de Visions (1976–1980) – Anciano.
- Fighting for Our Lives (1975) – Narrador (veu).
- Los Vendidos (1972) – Posada en escena.
- I Am Joaquin (1969) – Narrador (veu).

Guió
- The Cisco Kid (1994), llargmetratge.
- La pastorela (1991), episodi de Grandes Actuaciones (1971–Act.).
- Corridos! Tales of Passion and Revolution (1987), llargmetratge.
- La Bamba (1987), llargmetratge.
- Zoot Suit (1981), llargmetratge.
- El Corrido (1976), episodi de Visions (1976–1980).
- Fighting for Our Lives (1975), llargmetratge documental.
- Los Vendidos (1972), adaptació a televisión per KNBC.[12]

## Premis i nominacions
- 1982: Nominació al Globus d'Or a la millor pel·lícula musical o còmica per Zoot Suit.[13]
- 1982: Premi a la Millor pel·lícula al Festival Internacional de Cinema de Cartagena de Indias per Zoot Suit.[14]
- 1987: Premi Peabody a l'excel·lència en televisió per Corridos! Tales of Passion and Revolution (PBS).[15]
- 1988: Nominació al Globus d'Or a la millor pel·lícula dramàtica per La Bamba.[16]
- 1989: Doctor honoris causa per l'Institut de les Arts de Califòrnia.[17]
- 1992: Hispanic Heritage Award en Literatura.[18]
- 1994: Orde de l'Àguila Asteca.
- 2007: United States Artists Awards - USA Fellowship.[19]
- 2015: Medalla Nacional de les Arts dels Estats Units.[20]